# 목격자 (2002년 영화)
《목격자》(영어: People I Know)는 2002년에 개봉한 미국과 독일의 범죄 드라마 영화이다.

## 출연진
- 알 파치노
- 킴 베이싱어
- 라이언 오닐
- 테이아 레이오니
- 리처드 시프
- 빌 넌
- 로버트 클라인
- 마크 웨버
- 프랭크 우드
- 피터 게러티

## 기타 제작진
- 공동 제작: 넬리 누겔
- 배역: 줄리엣 테일러, 로라 로즌솔, 앨리 패럴
- 미술: 마이클 쇼
- 의상: 데이비드 로빈슨